# Marcel Pagnol

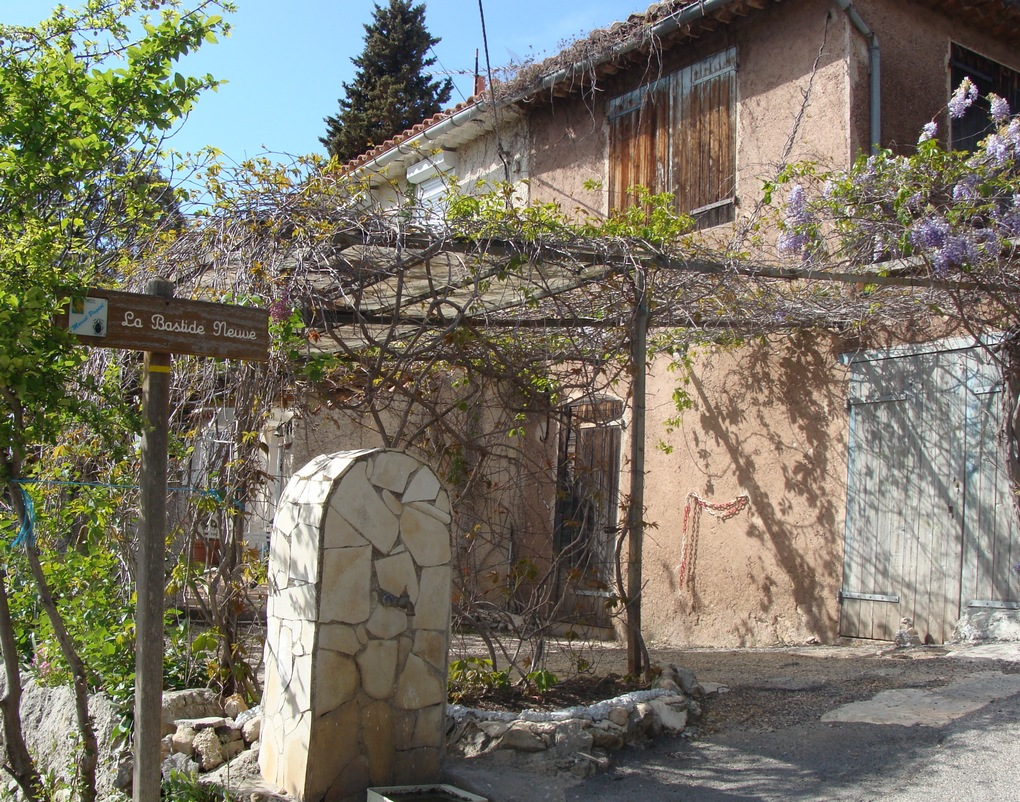
« La Bastide Neuve » i La Treille där Pagnol vistades under barndomen

Marcel Pagnol, född 28 februari 1895 i Aubagne, död 18 april 1974 i Paris, var en fransk romanförfattare, dramatiker och filmskapare. År 1946 blev han den första filmskaparen som invaldes i Franska Akademien.

## Biografi
Marcel Pagnol föddes den 28 februari 1895 i Aubagne i departementet Bouches-du-Rhône i södra Frankrike som den äldste sonen till skolläraren Joseph Pagnol och sömmerskan Augustine Lansot. Han växte upp i Marseille.

### Skolåldern
När hans mor skulle till marknaden satte hon gossen i faderns skolklass redan när han var fem år gammal. Till faderns förvåning visade det sig att den lille kunde läsa flytande. Hans mor tillät honom dock inte att röra böcker förrän han var sex år gammal, eftersom hon var rädd att hans ”hjärna skulle explodera”. Under barndomen tillbringade han många somrar med sin familj i huset La Bastide Neuve i den provensalska byn La Treille i det kulliga landskapet mellan Aubagne och Marseille.
Han var bara 15 år gammal när hans mor avled år 1910 vid en ålder av 36 år. Hans far gifte om sig 1912. 
År 1913 började Pagnol studera litteratur vid universitetet i Aix-en-Provence. När första världskriget bröt ut blev han mobiliserad och placerad i infanteriet i Nice, men i januari 1915 förklarades han oduglig för militärtjänst på grund av sin svaga konstitution. Han gifte sig i mars 1916 med Simone Colin i Marseille. Samma år klarade han sin examen i engelska och blev lärare i engelska vid ett gymnasium i Marseille.

### Parisåren
Han flyttade senare till Paris där han undervisade i engelska fram till 1927, då han beslutade sig för att i stället att ägna sig åt dramatik. Han anslöt sig till en grupp unga författare och skrev några pjäser. I Paris började han nostalgiskt fundera över sina provensalska rötter. I denna anda skrev han år 1929 pjäsen Marius. Detta skulle 1931 bli Pagnols första film.
Han skildes från Simone Collin år 1926 och träffade därefter den unga engelska dansösen Kitty Murphy. Tillsammans fick de år 1930 sonen Jacques Pagnol, som efter andra världskriget blev hans assistent och därefter kameraman vid TV-kanalen France 3.

### Filmproduktionen
I London var han närvarande när en av de första talfilmerna, Broadways melodi, visades och han blev så överväldigad att han beslutade sig att ägna sig åt filmkonsten. Han kontaktade genast Paramount Pictures och föreslog en inspelning av pjäsen Marius. Filmen hade premiär den 10 oktober 1931 och var en av de första framgångsrika talfilmerna på franska språket.
År 1932 grundade Marcel Pagnol sin egen filmstudio på landsbygden nära Marseille. Under det kommande årtiondet producerade Pagnol sina egna filmer. Han tog tog på sig många olika roller i produktionen såsom finansiär, regissör, manusförfattare, studiochef och översättare av utländska manus. I dessa filmer framträdde dåtidens största franska skådespelare.
Marcel Pagnol invaldes 1946 till ledamot av Franska Akademien. Han var den förste filmskapare någonsin som fick denna ära. År 1945 gifte han om sig med Jacqueline Bouvier.

### Romanförfattaren
År 1951 flyttade han, välbärgad och eftersökt av skattemyndigheterna, till en stor 1800-talsvilla, La Lestra, i Monte Carlo, nära sin beundrare och vän, furst Rainier III av Monaco. År 1954 dog hans dotter Estelle vid en ålder av två år. Denna händelse gjorde honom så förtvivlad att han flydde från södra Frankrike för att ånyo bosätta sig i Paris. Han gick tillbaka till att skriva dramatik, men efter att hans nästa pjäs fått dålig kritik beslutade han att ändra inriktning på nytt. 
Han började skriva en roman baserad på sin barndoms erfarenheter. 1957 publicerades La gloire de mon père, som blev en stor publikframgång. Under fem år fortsatte han att skriva på samma tema och publicerade i tur och ordning Le château de ma mère, Le temps des secrets och L'eau des collines, som bestod av Jean de Florette och Manon des Sources.
Han dog i Paris den 18 april 1974 och är begravd i familjegraven på den kommunala kyrkogården i La Treille.

### Filmatiserade romaner av Pagnol
Flera Pagnolfilmer finns utgivna på DVD, såsom Nyckeln till Provence 1 (La Gloire de mon père) och Nyckeln till Provence 2 (Le château de ma mère) från 1990 i regi av Yves Robert samt Jean de Florette 1 och Jean de Florette del 2 - Manons källa (Manon des Sources) från 1986 i regi av Claude Berri.

## Eftermäle
Asteroiden 10306 Pagnol är uppkallad efter honom.